# Лакунса, Мануэль де
Мануэль Диас де Лакунса (исп. Manuel Diaz de Lacunza; 19 июня 1731, Сантьяго Чили — 18 июня 1801, Имола, Италия) — чилийский монах-иезуит, богослов, милленаристский толкователь пророчеств Библии.

## Биография
По происхождению испанец. Родился в семье богатых купцов, занятых торговлей между Перу и Чили. Окончил семинарию.
В 1747 вступил в орден иезуитов, был рукоположен в сан священника. В 1766 году начал преподавание грамматики в Коллегио-де-Сан-Мигель в столице Чили.
В 1767 после изгнания королём Испании Карлом III иезуитов из Чили, переехал и поселился сперва в Кадисе (Испания), а позже в итальянском городе Имола. Его жизнь в изгнании была осложнена из-за запретов на мессу и участие в таинствах, которые папа Климент XIV наложил на орден иезуитов. Жил в нищете.
В этот период времени Лакунса начал интенсивную программу изучения, сначала истории отцов Церкви, а затем и библейских пророчеств Библии, в частности, в Ветхом Завете и Апокалипсис. Он прочитал все доступные ему комментарии и после 1779 года ограничил свои исследования исключительно Святым Писанием.
В 1773 году папским посланием Dominus ac Redemptor монашеский орден иезуитов (Общество Иисуса) был упразднён.
Одновременно с теологическими и библейскими исследованиями, которые он предпринял, эта личная травма привела Лакунсу к принятию тысячелетнего взгляда на ближайшее будущее. Его идеи были впервые опубликованы в 22-страничном трактате, известном как «Анонимное тысячелетие», который широко распространился в Южной Америке. Этот трактат вызвал острые общественные дебаты, особенно в Буэнос-Айресе.
В Южной Америке, погрязшей в невежестве и церковных интригах, Лакунса, обратившись к Священному Писанию, принял истину о скором пришествии Христа. Испытывая побуждение предостеречь народ и вместе с тем желая избежать осуждения Рима, он изложил свои взгляды в сочинении, опубликованном под вымышленным именем «Равви-бен-Эзра», представившись обращенным иудеем. Мануэль де Лакунса исследовал Библию 20 лет, прежде чем издал 2-хтомный труд «Пришествие Мессии в славе и величии» («La venida del Mesías en gloria y majestad», 1790). Со временем его книга распространилась в рукописях в Испании и во всей Южной Америке.
Лакунса жил в XVIII столетии, но только в 1825 году его книга попала в Лондон, где она была переведена на английский язык.

## Идеи Лакунсы
Лакунса считал, что он сделал некоторые «новые открытия, реальные, прочные, неоспоримые и имеющие наибольшее значение» для дисциплины богословия.
Первым из этих «новых открытий» было то, что конец света не будет мгновенным разрушением Божьего творения. Он отрицал, что 

«мир, то есть материальные тела или небесные глобусы, созданные Богом (среди которых есть тот, на котором мы живем), должны иметь конец или вернуться к хаосу или в ничто … Эта идея нечасто встречается в Писании и до того, как будет заявлена противоположная идея, я согласен с лучшими переводчиками».

Во-вторых, Лакунса пришел к выводу, что библейские выражения «конец века» и «конец света» относятся к двум разным временам. Он понимал «конец века» или «день Господа», как просто конец фазы человеческой истории, которая окончилась бы пришествием Христа и началом Его Царства на Земле. В это время Он будет судить живых, и иудеи будут перевоплощены, после чего будет создано новое общество для тысячелетнего правления справедливости и мира.
Лакунца полагал, что, основываясь на его понимании Библейского пророчества, в период до «дня Господня» произошло бы общее отступничество Католической Церкви, которое сделало бы её частью Антихриста. В этом смысле «церковь» не была индивидуумом, а неким «моральным телом», состоящим из всех отступников и атеистов. Естественно, это мнение было особенно противоречивым, потому что оно относило официальную церковь в число сторонников Зла в окончательной борьбе между Добром и Злом. Именно эта вера, в конечном итоге, привела к осуждению Ватиканом его сочинения.
С другой стороны, «конец света» ознаменовался воскресением мертвых и Страшным судом, которые, по мнению Лакунсы, включали трансмутацию физического мира в плоскость вечного. Это событие произойдет после тысячи лет земного царства Христа.